# Карл Новелич
Карл Новелич, известен още като Карло или Драгутин, Драготин Новелич, е войвода от Кресненско-Разложкото въстание, кмет на Пловдив, участник в убийството на Анна Симон, една от шумните афери от края на 1890-те години в България.

## Биография
Новелич твърди за себе си, че по произход е хърватин, и че е воювал с Джузепе Гарибалди. Според някои е от Пиемонт или Фурландия. Самият той твърди, че е роден в 1852 година във Виченца.
При избухването на Кресненско-Разложкото въстание под името Драгутин Новелич е войвода на чета, която заедно с тези на Георги Караискаки, Павле Янков, Григор Огненов, Стефо Николов, Георги Пулевски, Коста Николов, Николица Македонски, Георги Око и Константин Плеваков нахлува в Македония.
| Чета №10 на Драгутин Новелич, Падеж, 20 март 1879 | Чета №10 на Драгутин Новелич, Падеж, 20 март 1879 | Чета №10 на Драгутин Новелич, Падеж, 20 март 1879 | Чета №10 на Драгутин Новелич, Падеж, 20 март 1879 | Чета №10 на Драгутин Новелич, Падеж, 20 март 1879 |
| Номер                                             | Име                                               | Години                                            | Околия                                            | Селище                                            |
| ------------------------------------------------- | ------------------------------------------------- | ------------------------------------------------- | ------------------------------------------------- | ------------------------------------------------- |
| 1.                                                | Петър Радович                                     | 22                                                |                                                   | Павлича                                           |
| 2.                                                | Йордан Димитриев                                  | 21                                                |                                                   | Паланка                                           |
| 3.                                                | Петър Стоянов                                     | 28                                                |                                                   | Габрово                                           |
| 4.                                                | Анто Митов                                        | 21                                                | Паланка                                           | Дурачка река                                      |
| 5.                                                | Стефан Атанасов                                   | 25                                                |                                                   | Призрен                                           |
| 6.                                                | Петър Стефанов                                    | 25                                                |                                                   | Кичево                                            |
| 7.                                                | Янко Танасов                                      | 22                                                | Дебърско                                          |                                                   |
| 8.                                                | Ристо Петров                                      | 24                                                |                                                   | Враня                                             |
| 9.                                                | Стефан Трифунов                                   | 24                                                |                                                   | Дебър                                             |
| 10.                                               | Арсо Бойчинов                                     | 22                                                |                                                   | Кочани                                            |
| 11.                                               | Атанас Ячов                                       | 20                                                | Паланка                                           | Конопница                                         |
| 12.                                               | Стоян Станков                                     | 20                                                | Кьостендил                                        | Лазарево                                          |
| 13.                                               | Михаил Трайков                                    | 23                                                | Солунско                                          |                                                   |
| 14.                                               | Стефан Георев                                     | 25                                                | Скопско                                           |                                                   |
| 15.                                               | Йован Станоев                                     | 27                                                | Паланка                                           | Дурачка река                                      |
| 16.                                               | Джордже Пенчов                                    | 25                                                | Костурско                                         |                                                   |
| 17.                                               | Андон Марков                                      | 25                                                |                                                   | Призрен                                           |
| 18.                                               | Кузман Янакиев                                    | 21                                                | Костурско                                         |                                                   |
| 19.                                               | Христо Толев                                      | 25                                                | Солунско                                          |                                                   |
| 20.                                               | Илия Попов                                        | 39                                                |                                                   | Кратово                                           |

След въстанието Новелич се установява в Пловдив и става градоначалник. В 1897 година подпомага дворцовия адютант ротмистър Дечко Бойчев в убийството на любовницата му, унгарската проститутка Анна Симон. Осъден е на смърт и екзекутиран.